# Рудолф I (VII) фон Раперсвил
Рудолф I (VII) фон Раперсвил (на немски: Rudolf I/III/VII. von Rapperswil; † 25 юни 1250) е граф и фогт от род Раперсвил в кантон Санкт Гален.
Той е син на фогт Рудолф (VII) фон Раперсвил († 1216) и внук на Рудолф VI фон Раперсвил († 1189). Сестра му Аделхайид фон Раперсвил († сл. 1213) е омъжена за Валтер III фон Фац († сл. 1254). Роднина е на римско-немския крал Рудолф I (1218 – 1291).
Рудолф е привърженик на Щауфените и през 1232/33 г. е издигнат на граф. Той завършва строежа на град и дворец Раперсвил и основава градската църква. През 1217 г. той пътува до Йерусалим. През 1229 г. той дарява църква и имоти на манастир Рюти.
Рудолф I (VII) фон Раперсвил умира на 25 юни 1250 г. и е погребан във Ветинген.

## Фамилия
Рудолф I (VII) фон Раперсвил се жени за Мехтилдис фон Кибург († сл. 1232), дъщеря на граф Улрих III фон Кибург († 1227) и принцеса Анна фон Церинген, дъщеря на херцог Бертхолд IV фон Церинген († 1186) и Хайлвиг фон Фробург († пр. 1183). Тя е сестра на Улрих фон Кибург († 17 юни 1237), епископ на Кур (1233/34 – 1237). Те имат един син:
- Рудолф II (VIII) фон Раперсвил († 27 юли 1255), граф, женен за Мехтилдис († сл. 23 април 1259); родители на:
  - Рудолф IV фон Раперсвил/III († 28 юли 1262), женен за Мехтилд фон Нойфен или фон Вац († сл. 1267)
  - Анна фон Раперсвил († 30 май 1253), омъжена пр. 9 февруари 1248 г. за граф Хартман V фон Кибург († 3 септември 1263), син на граф Вернер I фон Кибург († 1228) и принцеса Аликс (Берта) Лотарингска († 1242)